# Maison des Bains (Kaysersberg)
Pour les articles homonymes, voir Maison des Bains.
La maison des Bains est un monument historique situé à Kaysersberg, dans le département français du Haut-Rhin.

## Localisation
Ce bâtiment est situé au 103, rue du Général-de-Gaulle à Kaysersberg.

## Historique
L'édifice fait l'objet d'un classement au titre des monuments historiques depuis 1921.

## Architecture

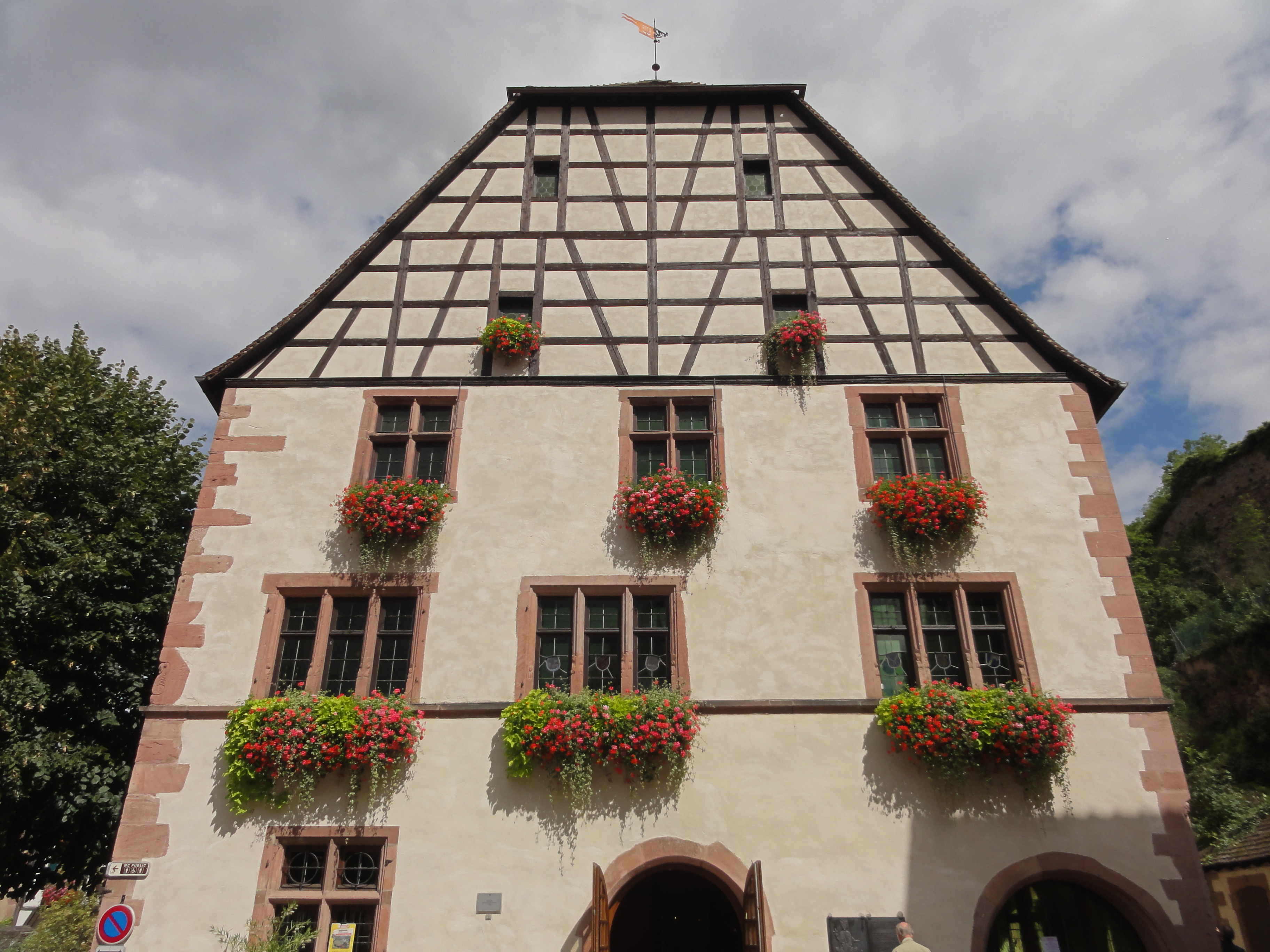
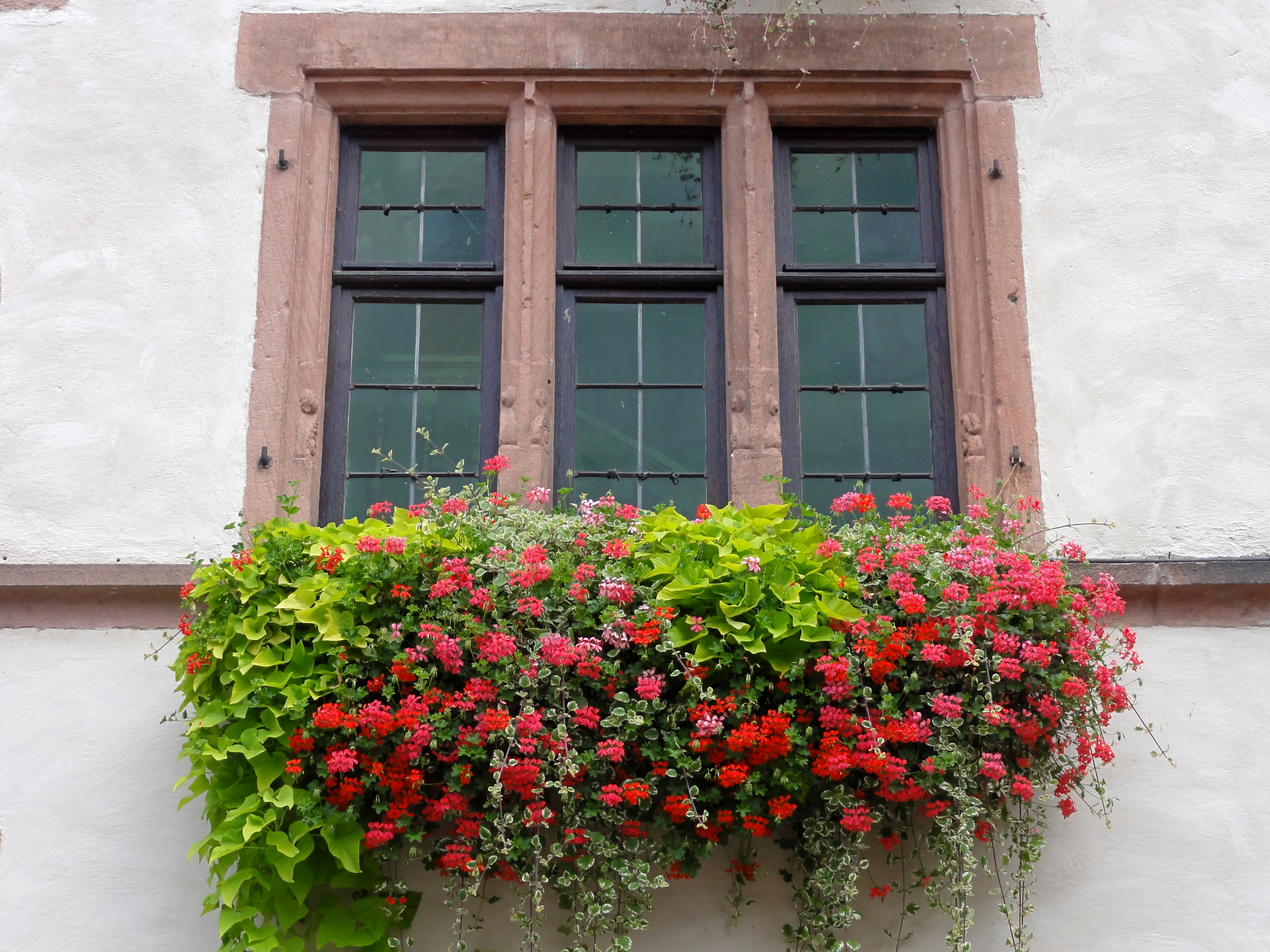
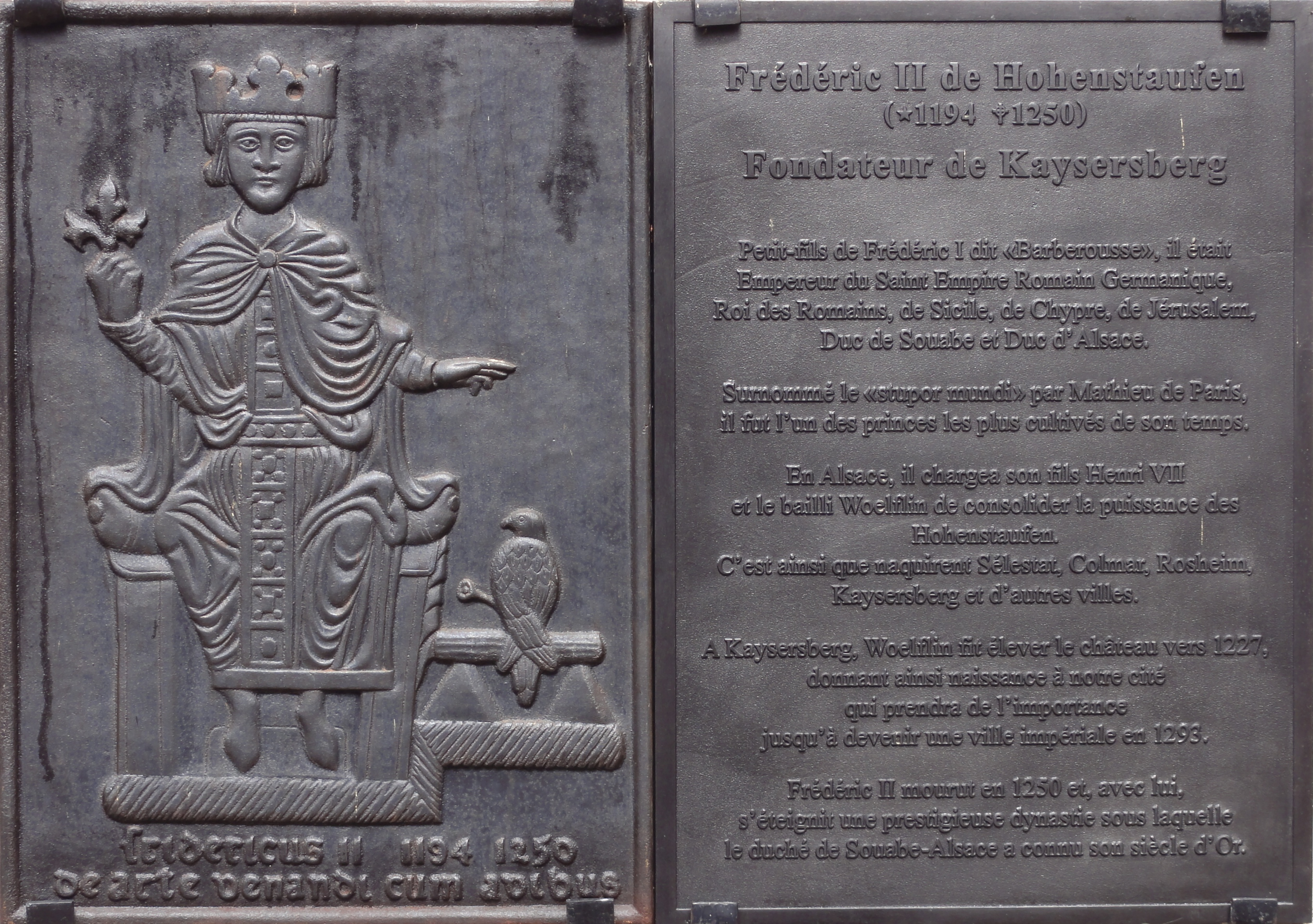